# ティトゥス・タティウス
ティトゥス・タティウス（Titus Tatius）は、ローマの建国伝説に登場するサビニ人の王。のちにロムルスと共治する王政ローマの王となった。

## 概要

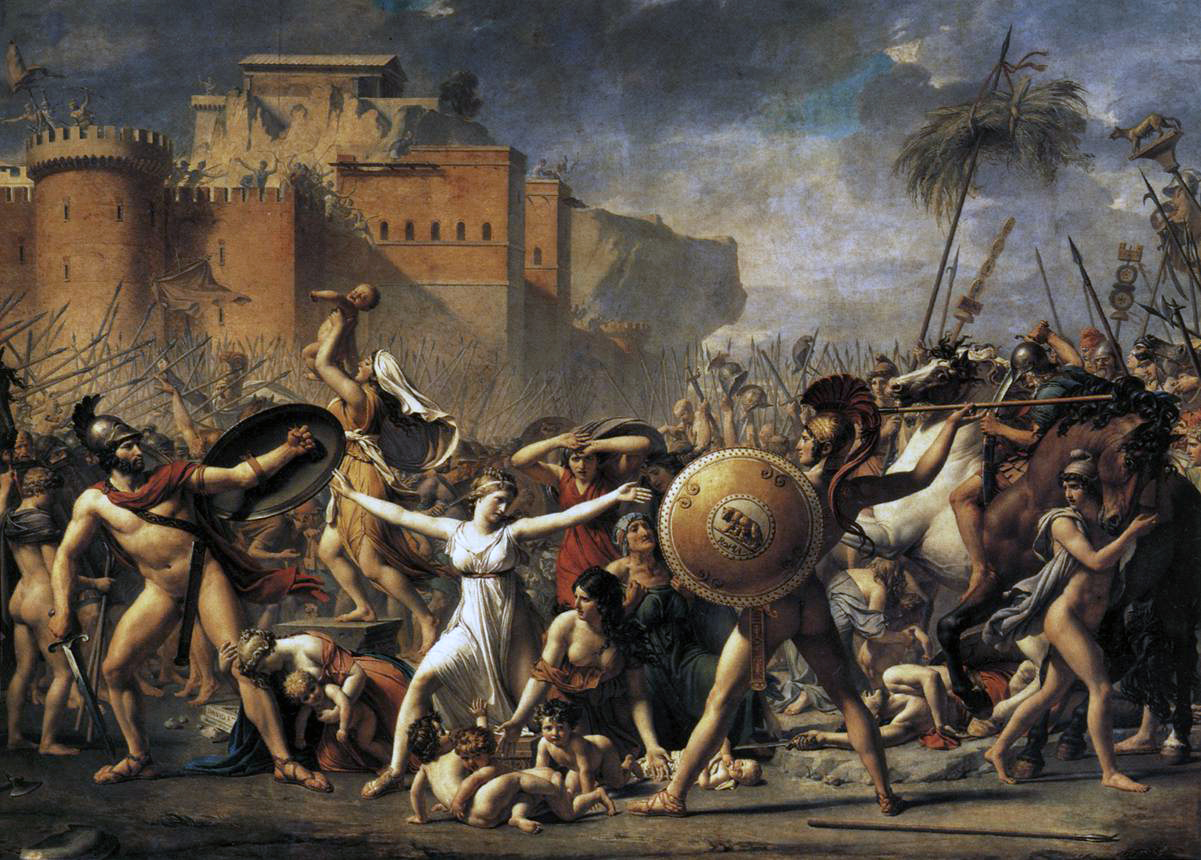
「サビニの女たち」（ジャック＝ルイ・ダヴィッド画）

タティウスはロムルスによるサビニ女性の略奪ののちその名前が現れる。被害を受けた勢力のうち最も大きな被害を受け、また最も有力でもあったサビニ人は対ローマ戦の中心と考えられた。サビニ人の都市国家クレスの王であったタティウスはサビニ人の中でも指導的地位にありこの戦争の指揮をとったが、復讐を急ぐ他の勢力に対し慎重な準備を主張した。タティウスの主張を入れず単独でローマに戦争を仕掛けた勢力はいずれも敗北した。
十分な準備を整えた後タティウスはローマに戦いを挑んだ。当時のローマにはパラティウムのほかにカピトリウムの砦だけが防備となった。タティウスはカピトリウムの麓に布陣しこの砦を攻めた。タルペーイアの裏切りの結果この砦を奪った後はサビニ人はここに陣を移し、のちにフォルム・ロマヌムとなるパラティウムとカピトリウムの間でローマとサビニの戦闘は行なわれた。
サビニ側の前線指揮官はメッティウス・クルティウスで、当初はローマ側の前線指揮官ホスティウス・ホスティリウスを戦死させるなどサビニ側が優勢に戦いを進めた。しかしこの戦争最後の戦闘では、ロムルスのユピテル・スタトルへの祈願後ローマ側も勢いを盛り返した。
このとき戦争の原因となったローマ人に略奪された女性たちが両軍の間に飛び出し、父と夫との間での殺し合いを止めるように懇願した。これを受けて両軍は休戦し、タティウスとロムルスはただ休戦するだけでなく両民族を統合して一つとする条約を締結した。この場所がのちにコミティウムとなった｡
サビニとローマの統合によってタティウスはロムルスと共にローマ人の王となった。サビニ人からは100人が選ばれパトリキに追加された。また新たに作られた騎士の3つのケントゥリアの1つとローマの3つの氏族（トリブス）の1つは、タティウスの名にちなんで「ティティエス（ティティエンセス）」と名付けられた。さらにタティウスの名は「ティティウス祭司団」の起源ともなった。以降統合したローマ人たちはタティウスの母市クレスから「クィリテス」と呼ばれることになった。
ローマの王となったタティウスはサビニからいくつかの神の信仰をローマにもたらしたとされる。かつてユーピテル、マールスとともにカピトリウム丘で祀られたクゥイリーヌス神はその1つとされる。また一人娘タティアをのちにローマの王となるヌマ・ポンピリウスに嫁がせている。タティウスはロムルスとは別ののちにモネタの神殿となるところを住居としていた。タティウスが王となって5年目、タティウスの周辺の人物がラウレントゥムからの使者に強盗を企てたすえ殺害するという事件が起こった。しかしタティウスはこれを罰せず、ラウレントゥム人からの恨みを買った。その後タティウスがロムルスと共にラウィニウムへ祭礼のために赴いた際、この事件が原因でタティウスは殺害された。ローマにもどったタティウスの遺体はのちにアルミルストリウムと呼ばれたアウェンティヌスの月桂樹林に埋葬された。
当初ロムルスはタティウスの殺害犯たちを処罰しなかったが、ラティウムで疫病などの災いが起こるとタティウスの殺害者とラウレントゥムの使者の殺害者を共に罰しラウレントゥムとローマを清めた。すると災いは消えたという。
伝承は以上のようなものだが、タティウスは他のローマ初期の物語同様実在は疑わしい。ローマのサビニ要素の擬人化とも言われる。またタティウスとロムルスの2人の王の伝説は共和政期の2人制の執政官の起源を王政時代に求め、正当性を与えるためのものであったと考えられている。